# Bo Boustedt

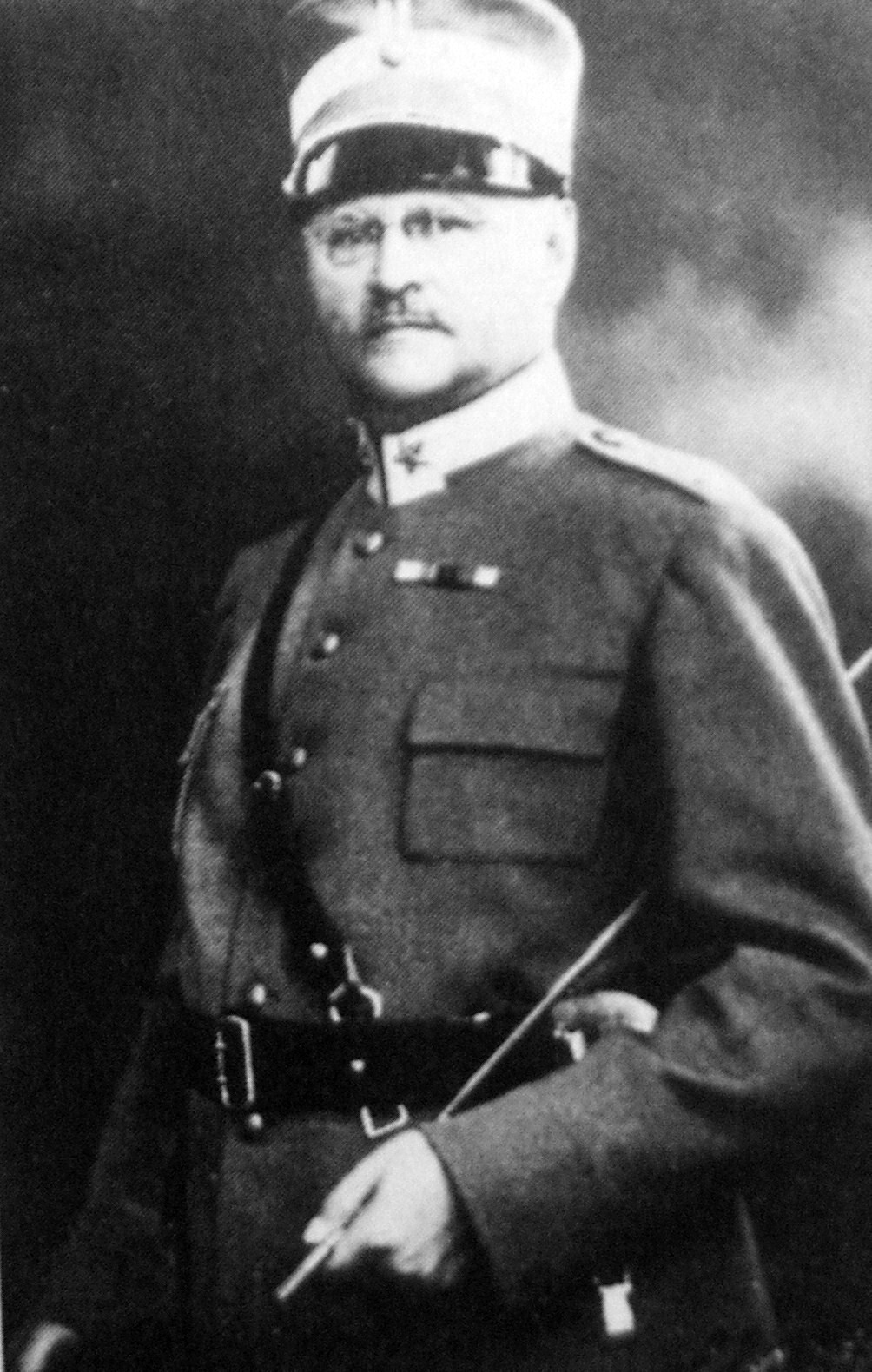
Bo Boustedt

Bo Ivar Boustedt, född 28 augusti 1868, död 24 oktober 1939, var en svensk militär och generalstabschef. Han var far till arkitekten Bo Boustedt.

## Biografi
Boustedt blev underlöjtnant vid Bohusläns regemente (I 17) 1891, löjtnant där 1895, kapten vid generalstaben
1904, major 1912, överstelöjtnant 1915, överste och chef för Västernorrlands regemente (I 28) 1918, chef för Upplands regemente (I 8) 1923, generalmajor och brigadchef  vid Västra arméfördelningen, 1928, chef för Östra arméfördelningen och överkommendant för Stockholms garnison 1929, generalstabschef åren 1930–1933, generallöjtnant 1933. Han var lärare vid Krigshögskolan åren 1905–1910 och 1911–1912. Han blev chef för lantförsvarets kommandoexpedition 1926.
I dödsrunan i Svenska Dagbladets årsbok för 1939 skrivs det om honom att han genom en mängd utredningar och försök skapade förutsättningar för försvarsbeslutet 1936, som partiellt moderniserade armén. I dödsrunan står det även att han verkade för intimt nordiskt militärt samarbete, samt att han också ville skapa mer förståelse för andra yrkesgrupper bland befälskårer.
Boustedt utgav även Kriget i Tyskland 1809 (1912).
Han blev vid sin död prisad av Svenska Dagbladet för sin förmåga till "riktiga bedömningar av militärtekniska frågor" samt med "ett förutseende, som kom att i sina strävanden stå långt före sin tid".